# 拉博雷勒
拉博雷勒（法語：Laborel，法語發音：[labɔʁɛl]）是法国德龙省的一个市镇，属于尼永斯区。

## 地理
拉博雷勒（44°17'32"N, 5°35'45"E）面积23.91 平方千米，位于法国奥弗涅-罗讷-阿尔卑斯大区德龙省，该省份为法国东南部内陆省份，北起顺时针与伊泽尔省、上阿尔卑斯省、上普罗旺斯阿尔卑斯省、沃克吕兹省和阿尔代什省接壤。
与拉博雷勒接壤的市镇（或旧市镇、城区）包括：埃图瓦勒圣西里斯、圣科隆布、绍瓦克-洛-蒙托、伊宗拉布吕斯、乌韦兹河畔蒙托邦、维勒布瓦莱潘。

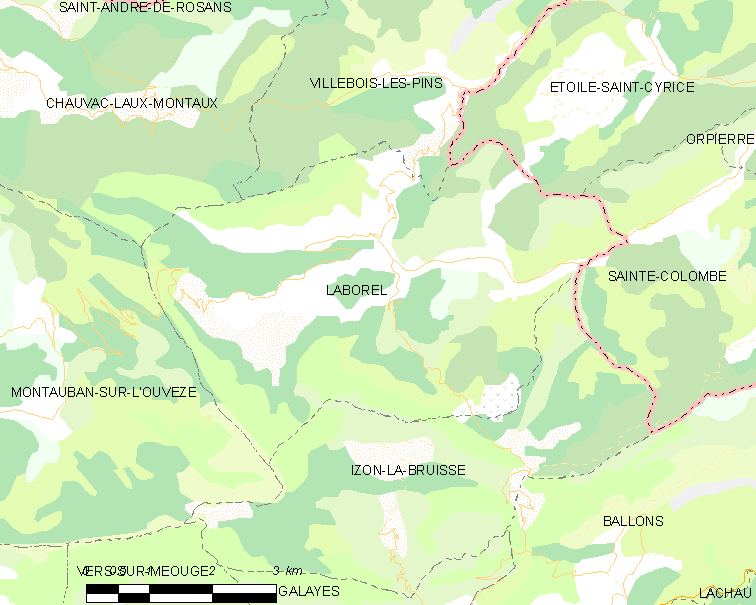
拉博雷勒的OSM定位图

拉博雷勒的时区为UTC+01:00、UTC+02:00（夏令时）。

## 行政
拉博雷勒的邮政编码为26560，INSEE市镇编码为26153。

## 政治
拉博雷勒所属的省级选区为尼永斯-巴罗尼县。

## 人口

1962-2008年间拉博雷勒人口变化图示

拉博雷勒于2022年1月1日时的人口数量为114人。